# Гаврилова, Наталия Сергеевна
Наталия Сергеевна Гаврилова (род. 7 июля 1950 года, Москва, СССР) — пианистка; артистка Московской государственной академической филармонии (1974—2009). Лауреат международных конкурсов пианистов. Заслуженная артистка РФ (1995). Президент и художественный руководитель Фонда духовного развития «Искусство-детям».

## Биография
В 1972 окончила Московскую государственную консерваторию имени П. И. Чайковского (класс профессора Я. В. Флиера), позднее занималась в ассистентуре — стажировке этого же вуза (класс профессора Л. Н. Оборина).
Гастролировала на родине и за рубежом с сольными и симфоническими концертами (Англия, Болгария, Венгрия, ГДР, Польша, Румыния, Чехословакия, Югославия, Куба, Ливан, Финляндия, Франция, Швейцария, страны Латинской Америки), принимала участие в различных фестивалях искусств, в том числе в Душниках (Польша), Марианских Лазнях (Чехословакия) и т. д.
Работала с Майей Плисецкой (балет Мориса Бежара «Айседора»), Ниной Ананиашвили (балет Анны Ляркесен «Поляк»), Викторией Ивановой, Антоном Григорьевым и многими другими.
Член Союза театральных деятелей с 1996 г.
Член Московского музыкального общества с 1999 г.

### Места работы
- Московская государственная академическая филармония (1974—2009), солистка, с 1996 года — также в составе фортепианного дуэта «Консонанс»;
- Московский государственный институт культуры (2002—2004);
- ФГОУ «ГМК им. Гнесиных» (2004—2006);
- Министерство образования и науки РФ, ФГБОУ Государственная классическая академия им. Маймонида, факультет «Мировая музыкальная культура», кафедра фортепианного искусства (с 2005);
- ГИТИС (2016–2017);
- Фонд духовного развития «Искусство-детям», Президент (с 04.05.2016) и художественный руководитель (с 2006);
- Театр им. Ермоловой: участие в спектакле «Ужель та самая Татьяна…» (2005—2012);
- Государственный академический театр им. Е. Вахтангова: участие в спектакле «Записки сумасшедшего» (с 2009).

## Звания, награды, премии
- Лауреат международных конкурсов пианистов:
  - Конкурс имени Лонг и Тибо (1969, Париж, III Гран-При);
  - Конкурс пианистов имени Шопена (1970, Варшава, V премия)[2];[3]
  - Международный конкурс имени П. И. Чайковского (1974, Москва, дипломант).
- Заслуженный артист Российской Федерации.

## Автор статей
- Искры на пути // Дельфис, № 2 (7), 1996. С. 60-63
- Ода вегетарианству. Путь к храна-йоге… // Дельфис, № 1 (9), 1997. С. 108—110
- Ода вегетарианству. Войны, пища и любовь // Дельфис, № 2 (10), 1997. С. 106—110
- Весь — нерв и священное пламя… // Дельфис, № 3(11), 1997. С. 31-37
- Ода вегетарианству. Осторожно — это вкусно! // Дельфис, № 4 (12), 1997. С. 106—110
- Ода вегетарианству. Историческая справка // Дельфис, № 1, 1998. С. 114—116
- Непостижимое Оно // Дельфис, № 1, 1998. С. 60-64
- Это наши дети! // Дельфис, № 4 (52), 2007. С. 115—116
- Истина, ложь и любовь // Дельфис, № 4 (56), 2008. С. 88-90 — № 2 (58), 2009. С. 83-86
- Невидимые нити эмоций // Дельфис, 2011, № 4 (68).С. 55-62 — 2012, № 1 (69). С. 50-54
- Альянс звукотворческой воли и демонии хотения. Выдержки из книги Карла Адольфа Мартинсена «Индивидуальная фортепианная техника на основе звукотворческой воли» и комментарии к ним // Проблемы музыкальной науки, 2013, № 1 (12). С. 199—204
- Фанат звукотворческой воли // Дельфис, 2012; № 4 (72). С. 105—112 — 2013, № 1 (73). С. 111—117
- Мечта о звуке. Тайны фортепианного туше // Проблемы музыкальной науки, 2013, № 2 (13). С. 205—209
- Эссе о памяти и эмоциях пианиста// Проблемы музыкальной науки, 2014, № 4 (17). С. 98-101
- Семь смертных грехов и одна эмоция// Дельфис, 2014, № 2 (78). С. 42-46
- Коррекция идеомоторики пианиста с помощью осознанных эмоций // Искусствоведение в контексте других наук в России и за рубежом: параллели и взаимодействия: Сборник материалов Международной научной конференции 14-19 апреля 2014 года[Текст] / Ред.-сост. Я. И. Сушкова-Ирина, Г. Р. Консон — М.: Нобель-Пресс; Edinbourgh, Lennex Corporation, 2014. — 710 c.С. 137—146
- Su una delle passioni degli uomini. Emozione «si» e guizzante suo destino (Об одной из страстей человеческих. Эмоция «желание» и извивы её судьбы)// Italian Science Review, 2014, 4 (13). С. 282—285
- Pedale damper ricchezza(Богатства демпферной педали) // Italian Science Review, 2014, 10 (19). С. 26-31
- Анатомия памяти с точки зрения пианистки / Saarbrücken, Lambert Academic Publbshing, 2014. — 64 c.
- О влиянии некоторых эмоций на физическое здоровье пианиста (к истории феномена «эмоция») // Музыка и время, 2015, № 1. С. 08-17
- Идеомоторная память и эмоции как базис фортепианного мастерства // Музыковедение,2015, № 7. С. 46-53
- Пианист и его эмоции / Н. С. Гаврилова — М.: Дельфис, 2017. — 264 с.